# Liferea
Linux Feed Reader neboli Liferea je počítačový program pro stahování a čtení zpráv RSS (a podobných formátů RDF, CDF, Atom, OCS či OPML). Je určen pro Linux (prostředí GTK/Gnome) a je šířen pod licencí GPL.
Plocha programu je rozdělená na tři části. Vlevo je seznam RSS zdrojů, které se dají řadit do složek, vpravo je hlavní okno, ve kterém se zprávy řadí. V dolním rámu se pak zobrazují podrobnější informace ke konkrétní zprávě. Pro otevření zprávy je vhodné použít externí webový prohlížeč.
Program napsal pan Lars Lindner a Nathan J. Conrad, počeštil Martin Picek (2008).